# Small Ruminant Research
Small Ruminant Research is een internationaal, aan collegiale toetsing onderworpen wetenschappelijk tijdschrift op het gebied van de veeteelt, in het bijzonder "kleine" herkauwers zoals geiten en schapen.
De naam wordt in literatuurverwijzingen meestal afgekort tot Small Rumin. Res.
Het wordt uitgegeven door Elsevier namens de International Goat Association en verschijnt 4 keer per jaar.